# Cantó d'Arcueil
El cantó d'Arcueil és un antic cantó francès del departament de Val-de-Marne, que estava situat al districte de L'Haÿ-les-Roses. Comptava amb 2 municipis i el cap és Arcueil.
Va desaparèixer al 2015 i el seu territori es va dividir entre el cantó de Cachan i el cantó de Le Kremlin-Bicêtre.

## Municipis
- Arcueil
- Gentilly (part)

## Història
| Data d'elecció                           | Identitat        | Partit            | Qualitat |
| ---------------------------------------- | ---------------- | ----------------- | -------- |
| 1976-1985                                | Mme Mathieu      | PCF               |          |
| 1985-2004                                | Marcel Trigon    | PCF, després CAP  |          |
| 2004-                                    | Daniel Breuiller | CAP, després EELV |          |
| les dades anteriors no són pas conegudes |                  |                   |          |
|                                          |                  |                   |          |

## Demografia
| A partir de 1990: Població sense dobles comptes |